# Британско-казахстанские отношения
Казахстанско-британские отношения были официально установлены 19 января 1992 года. Великобритания открыла посольство в Казахстане в октябре 1992 года. Казахстан открыл своё посольство в Великобритании в феврале 1996 года.

## История
В октябре 1991 года состоялся первый в истории визит президента Казахской ССР Нурсултана Назарбаева в Великобританию, заложивший фундамент для интенсивного развития двусторонних взаимоотношений.
18 января 1992 года президент Казахстана Нурсултан Назарбаев встретился с министром иностранных дел и по делам Содружества Великобритании Дугласом Хёрдом. На этой встрече были обсуждены пути развития двустороннего политического и экономического сотрудничества, проблема перебазирования и сокращения ядерного оружия.
В 1992—1993 годах Казахстан посетили такие официальные лица Великобритании, как министр энергетики и топливных ресурсов Джон Уэйкхем, государственный секретарь здравоохранения Вирджиния Боттомли, принцесса Анна. По итогам этих встреч был подписан ряд документов по соответствующим отраслям, было привлечено внимание британских общественных и деловых кругов к экономическим, медицинским и экологическим проблемам в Казахстане.
Очередной официальный визит президента Казахстана Назарбаева в Великобританию состоялся 20-23 марта 1994 года. Во время визита был подписан ряд документов: Совместная декларация о дружбе и сотрудничестве, Совместная декларация об экономическом сотрудничестве, Соглашение о сотрудничестве в области образования, науки и культуры и др.
Очередной официальный визит Назарбаева в Великобританию состоялся 15-17 ноября 2000 года, он встретился с королевой Елизаветой II, премьер-министром Тони Блэром, канцлером казначейства Гордоном Брауном и другими официальными лицами. Назарбаев обсудил энергетическое сотрудничество с премьер-министром Блэром. Нурсултан Назарбаев был награждён высшей наградой Великобритании — Большим крестом Ордена Святых Михаила и Георгия. В ходе визита были подписаны документы о сотрудничестве в военной сфере, Меморандум о взаимопонимании между Правительством Казахстана и компанией BAE Systems и Меморандум между Министерством образования и науки Казахстана и Британским Советом о создании Казахстанско-Британского технического университета.
18 марта 2023 года в Астане открылся сквер имени Елизаветы II.

## Встречи и деловые отношения
Первый президент Казахстана Нурсултан Назарбаев посещал Великобританию 9 раз (в 1991, 1992, 1994, 1997, 2000, 2006, 2012, 2013 и 2015 годах).
Казахстан посещали члены королевской семьи — наследник британского престола принц Чарльз (1996 год), принцесса Анна (1993 год), герцог Глостерский Ричард (2000, 2017 годы), специальный представитель Великобритании по вопросам торговли и инвестиций — принц Эндрю (2003, 2006, 2007 и 2010 годы) и принц Майкл Кентский (2009 год).
30 июня — 1 июля 2013 года состоялся первый в истории двусторонних отношений государственный визит премьер-министра Великобритании Дэвида Кэмерона в Казахстан, по итогам которого было принято Совместное заявление о стратегическом партнёрстве двух стран.
Также, первый президент Казахстана Назарбаев встречался с британскими премьер-министрами в рамках международных мероприятий (с Дэвидом Кэмероном — 17 октября 2014 года на Миланском саммите АСЕМ, Терезой Мэй — 4 сентября 2016 года на Саммите G-20 в Ханьчжоу (Китай) и 19 октября 2018 года на саммите АСЕМ в Брюсселе).

## Экономические отношения и торговля
Объём британских инвестиций в Казахстан с 1993 года по 1 полугодие 2019 года составил 25 миллиардов долларов США. За период с 2005 года по 3-й квартал 2021 года приток прямых инвестиций из Великобритании в Казахстан превысил 15 млрд долларов США. За период с 2005 года по 3-й квартал 2021 года валовый отток прямых инвестиций из Казахстана в Великобританию составил 5,9 млрд долларов США.
Великобритания импортирует в Казахстан оборудование, транспортные средства, химическую продукцию, текстиль, продукцию пищевой промышленности и др.
В Казахстане зарегистрировано более 600 юридических лиц, филиалов и представительств с британским участием. Наиболее крупные из них — Royal Dutch Shell и Ernst & Young — являются членами Совета иностранных инвесторов при президенте Казахстана.
С 1995 года действует совместный Казахстанско-Британский торгово-промышленный совет. Он координирует торгово-экономические связи и является эффективным механизмом продвижения сотрудничества.
В 2005 году в Лондоне был подписан Меморандум о взаимопонимании, направленный на укрепление двустороннего сотрудничества в области энергетики. Этот документ стал соглашением по улучшению условий бизнеса и привлечению инвестиций со стороны Великобритании. Британские инвестиции в Казахстан касаются, главным образом, сферы нефти и газа. В Казахстане работают всемирно известные компании Royal Dutch Shell, British Petroleum и British Gas. Последняя участвует в крупных проектах по разработке Карачаганакского нефтегазоконденсатного месторождения с долей участия в 32,5 %, консорциумах «Казахстанкаспийшельф» и Каспийском трубопроводном (КТК). Также действуют представительства целого ряда британских компаний и около 40 совместных с казахстанскими участниками предприятий.

## Послы Казахстана в Великобритании
1. Нуртай Абыкаев (1995—1996)
2. Канат Саудабаев (1996—1999)
3. Адиль Ахметов (2000—2001)
4. Ерлан Идрисов (2002—2007)
5. Кайрат Абусеитов (2008-17 сентября 2014 года)
6. Ержан Казыханов (17 сентября 2014 — 15 февраля 2017)
7. Ерлан Идрисов (февраль 2017 — август 2022)
8. Магжан Ильясов (с октябрь 2022)

## Послы Великобритании в Казахстане
1. Ноэль Джонс (1993–1995)
2. Дуглас МакАдам (1995–1999)
3. Ричард Левингтон (1999–2002)
4. Джеймс Лайл Шарп (2002–2005)
5. Пол Браммелл (2005–2009)
6. Дэвид Моран (2009–2012)
7. Кэролин Браун (2013–2018)
8. Майкл Джон Гиффорд (с 2018)